# Drilocephalobidae
Drilocephalobidae är en familj av rundmaskar. Drilocephalobidae ingår i ordningen Rhabditida, klassen Adenophorea, fylumet rundmaskar och riket djur.
Familjen innehåller bara släktet Drilocephalobus.